# Eritreia nos Jogos Olímpicos
A Eritreia fez sua estreia olímpica em 2000, em Sydney.  Quatro anos depois,15 atletas do país foram enviados para os Jogos de 2004 em Atenas e Zersenay Tadese ganhou a primeira medalha da história do país ao cruzar a linha de chegada em terceiro nos  10.000 metros masculino.
Eritreia vem tentando se estabelecer em eventos de longa distância, nas quais outras nações africanas como Quênia e Etiópia mostraram sucesso olímpico.
Até 2014, a Eritreia nunca participou de Jogos Olímpicos de Inverno.

## Jogos Olímpicos de Verão

### Quadro de medalhas
| Jogos                 | Número de atletas | Ouro           | Prata          | Bronze         | Total          | Classificação geral |                |
| 1896 Atenas           | não participou    | não participou | não participou | não participou | não participou | não participou      | não participou |
| 1900 Paris            | não participou    | não participou | não participou | não participou | não participou | não participou      | não participou |
| 1904 St. Louis        | não participou    | não participou | não participou | não participou | não participou | não participou      | não participou |
| 1908 Londres          | não participou    | não participou | não participou | não participou | não participou | não participou      | não participou |
| 1912 Estocolmo        | não participou    | não participou | não participou | não participou | não participou | não participou      | não participou |
| 1920 Antuérpia        | não participou    | não participou | não participou | não participou | não participou | não participou      | não participou |
| 1924 Paris            | não participou    | não participou | não participou | não participou | não participou | não participou      | não participou |
| 1928 Amsterdã         | não participou    | não participou | não participou | não participou | não participou | não participou      | não participou |
| 1932 Los Angeles      | não participou    | não participou | não participou | não participou | não participou | não participou      | não participou |
| 1936 Berlim           | não participou    | não participou | não participou | não participou | não participou | não participou      | não participou |
| 1948 Londres          | não participou    | não participou | não participou | não participou | não participou | não participou      | não participou |
| 1952 Helsinque        | não participou    | não participou | não participou | não participou | não participou | não participou      | não participou |
| 1956 Melbourne        | não participou    | não participou | não participou | não participou | não participou | não participou      | não participou |
| 1960 Roma             | não participou    | não participou | não participou | não participou | não participou | não participou      | não participou |
| 1964 Tóquio           | não participou    | não participou | não participou | não participou | não participou | não participou      | não participou |
| 1968 Cidade do México | não participou    | não participou | não participou | não participou | não participou | não participou      | não participou |
| 1972 Munique          | não participou    | não participou | não participou | não participou | não participou | não participou      | não participou |
| 1976 Montreal         | não participou    | não participou | não participou | não participou | não participou | não participou      | não participou |
| 1980 Moscou           | não participou    | não participou | não participou | não participou | não participou | não participou      | não participou |
| 1984 Los Angeles      | não participou    | não participou | não participou | não participou | não participou | não participou      | não participou |
| 1988 Seul             | não participou    | não participou | não participou | não participou | não participou | não participou      | não participou |
| 1992 Barcelona        | não participou    | não participou | não participou | não participou | não participou | não participou      | não participou |
| 1996 Atlanta          | não participou    | não participou | não participou | não participou | não participou | não participou      | não participou |
| 2000 Sydney           | 3                 | 0              | 0              | 0              | 0              | –                   |                |
| 2004 Atenas           | 4                 | 0              | 0              | 1              | 1              | 71º                 |                |
| 2008 Pequim           | 10                | 0              | 0              | 0              | 0              | –                   |                |
| 2012 Londres          | 12                | 0              | 0              | 0              | 0              | –                   |                |
| 2016 Rio de Janeiro   | 12                | 0              | 0              | 0              | 0              | –                   |                |
| Total                 | 41                | 0              | 0              | 1              | 1              |                     |                |

### Medalhas por esporte
| Esporte   | Ouro | Prata | Bronze | Total |
| Atletismo | 0    | 0     | 1      | 1     |
| Total     | 0    | 0     | 1      | 1     |

### Lista de medalhas
| Medalha | Atleta          | Jogos       | Esporte   | Categoria           |
| ------- | --------------- | ----------- | --------- | ------------------- |
| bronze  | Zersenay Tadese | 2004 Atenas | Atletismo | Masculino - 10000 m |